# Grant Newsome
Grant Newsome (* 1963) ist ein australischer Sänger (hoher Bariton) und Tänzer, der vorwiegend in Deutschland lebt und arbeitet.

## Leben
Newsome wuchs in Australien auf. Nachdem er seinen ursprünglichen Berufswunsch Architekt verworfen hatte, nahm er seit 1981 in Sydney Gesangs- und Tanzunterricht. In Hobart (Tasmanien) begann seine Bühnenlaufbahn in einem Showprogramm. Nach ersten Schritten in Down under wurde er für Gastspiele nach Tokio engagiert, ehe Newsome im Revuetheater La Scala in Barcelona auftrat.
Von Spanien aus führte ihn sein Weg nach Paris, wo er 1985 im Lido sowie 1986 und 1987 im Moulin Rouge solistisch wirkte. Mit der Musicalproduktion Cats war er seit 1989 mit Unterbrechungen für mehrere Jahre zu sehen, unter anderem in Paris, im Musicaltheater Zürich und am Operettenhaus Hamburg.
Im Friedrichstadtpalast Berlin hat Grant Newsome seit 1994 in fünf Revuen als Solist auf der Bühne gestanden, unter anderem in Classics, Joker, Revue Berlin, Glanzlichter sowie der Nachtrevue Paradiso. Des Weiteren ist er gesanglich in Musicalgalas (Andrew Llyd Webber Gala, Gershwin Gala) auf Tour gewesen. Sein Repertoire besteht nicht nur aus Evergreens, sondern auch aus Eigenkompositionen. So produzierte er auch eine Solo-CD namens Entertainment. Er lebt in Berlin.